# Partido Pirata de Túnez
El Partido Pirata de Túnez es un partido político de Túnez. 

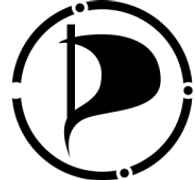
Logo partido Pirata

Constituido en 2010, es una de las primeras formaciones políticas en territorio africano originadas en el movimiento de los partidos pirata. 
El partido saltó a la notoriedad internacional durante la Revolución del Jazmín, en que algunos miembros del partido, incluidos Azyz Ammami y el bloguero disidente Slim Amamou, fueron detenidos por participar en las protestas; el propio Ammami fue agredido por fuerzas de seguridad mientras lo detenían. Una semana tras la renuncia del dictador y posterior huida de Túnez, Slim Amamou fue liberado y escogido para el nuevo cargo de Secretario de Juventud y Deporte en el gobierno de Mohammed Ghannouchi. Ha sido la primera vez en el mundo que un miembro de un Partido Pirata llega a un cargo gubernamental.